# Pollenia contempta
Pollenia contempta är en tvåvingeart som beskrevs av Robineau-desvoidy 1863. Pollenia contempta ingår i släktet vindsflugor, och familjen spyflugor. Inga underarter finns listade i Catalogue of Life.